# Technoboy

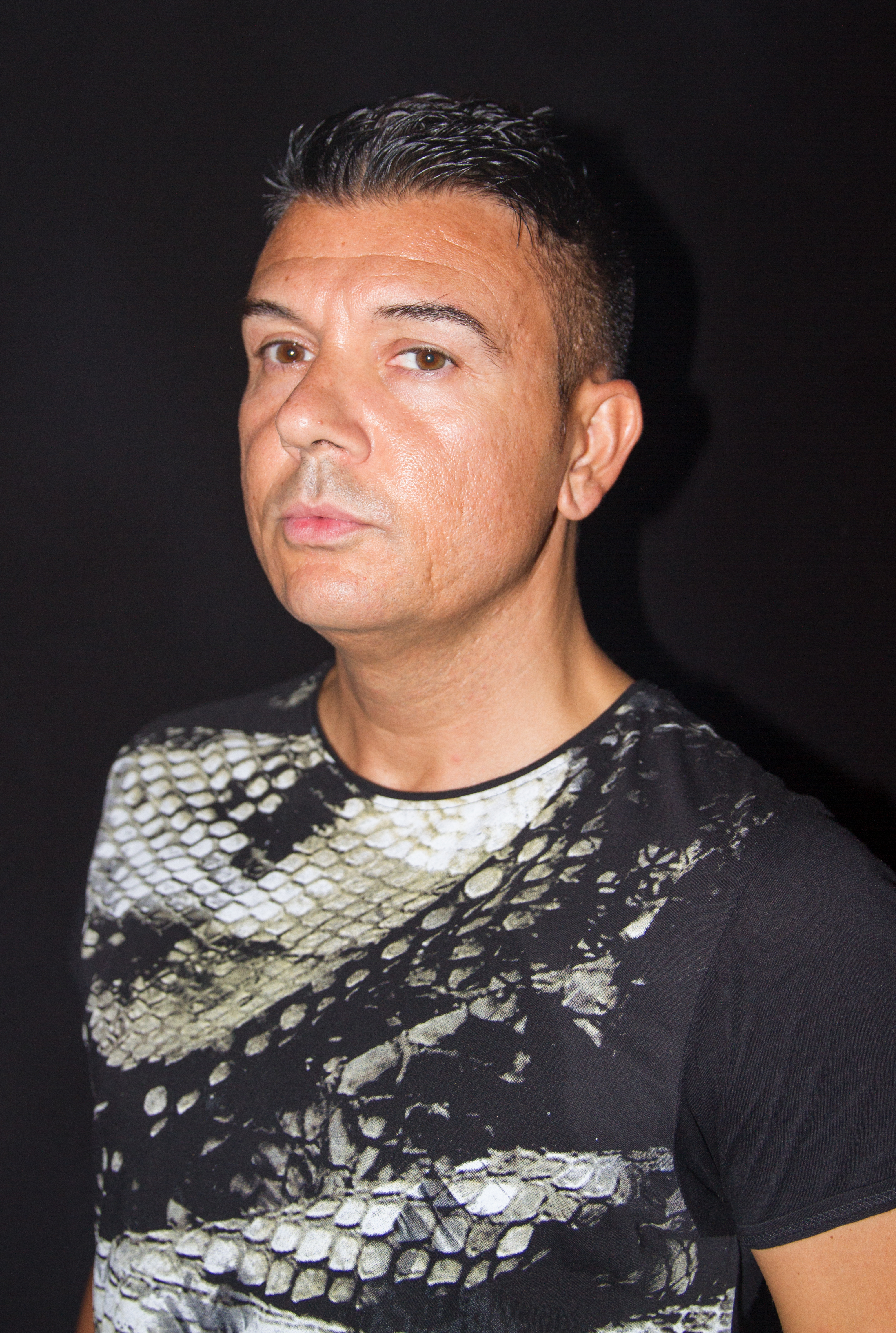
Technoboy auf der Airbeat One 2015

Technoboy (* 19. Dezember 1970 in Bologna als Cristiano Giusberti), auch bekannt als Aceto, 2 Best Enemies oder DJ Gius, ist ein italienischer DJ und Musikproduzent, der vorwiegend Hardstyle auflegt und produziert.
Cristiano Giusberti ist seit 1999 als Technoboy bekannt. Der Künstlername „DJ Gius“ leitet sich von seinem Nachnamen Giusberti ab.
Giusberti ist nicht nur DJ, sondern hauptsächlich Manager und Produzent von der italienischen Plattenfirma The Saifam Group. Er begann seine Karriere 1992 als A&R-Manager bei Record 66 Music Market for DJs, für die er heute noch arbeitet. Von 1996 bis 1998 war er Produzent und A&R-Manager bei Arsenic Sound und wurde danach Produzent bei The Saifam Group; seit 1999 ist er A&R-Manager beim Alternative Sound Planet-Label. Des Weiteren führt er die Aufsicht über bekannte Labels wie Dance Pollution, Red Alert, Titanic Records, Spectra Records, Green Force, Blq Records, Bonzai Records Italy, Bonzai, Trance Progressive Italy und XTC Italy.
Giusberti ist außerdem am Dance-Projekt „TNT aka Technoboy 'N' Tuneboy“ beteiligt, das aus Giusberti selbst und dem ebenfalls italienischen Musikproduzenten und DJ Tuneboy (eigentlich Antonio Donà) besteht. Giusberti arbeitet auch deshalb oft mit Doná zusammen. Ferner ist er auch Mitglied des Projektes „Triple T From Italy“, welches außer ihm noch den bereits genannten "Tuneboy" und "DJ Tatanka" mit einschließt.

## Diskografie

### Singles
Als Technoboy (Auswahl)
- 1999 Amino-Acid - Titanic Records
- 2000 The Future - Titanic Records
- 2002 Hardrive - Titanic Records
- 2002 Ravers' Rules  - Titanic Records
- 2003 Tales From A Vinyl - Titanic Records
- 2003 War Machine - Titanic Records
- 2004 Titanic Remix Collection Volume 2 - Titanic Records
- 2005 Atomic - Titanic Records
- 2005 Titanic Remix Collection Volume 3 - Titanic Records
- 2006 Guns 'N' Noses - Titanic Records
- 2006 Into Deep - Titanic Records
- 2007 Into Deep (German Re-Release) - Aqualoop Records
- 2007 VITA - Titanic Records
- 2008 Rage (A Hardstyle Song) - Titanic Records
- 2008 Technoboy feat. Shayla Hasandic - Oh My God /// Oh My Komodo (DJ Tool)
- 2008 The Next Dimensional World (Qlimax Anthem 2008)
- 2008 Ti Sento
- 2009 Put Some Grace
- 2009 Psycho-Ex
- 2009 The Undersound
- 2010 Bass, Beats & Melody (ft. Brooklyn Bounce)
- 2010 We Need Protection
- 2010 We Need A Dub
- 2010 Catfight
- 2011 Vanilla Sky
- 2011 Nustyle Crap (ft. Coone)
- 2011 Re-Invent Yourself
- 2012 Nothing Nu
- 2012 Involved
- 2012 Steam Train (ft. Activator)
- 2013 Technoboy & Isaac - Digital Playground
- 2013 LSF 2013 Anthem
- 2014 Technoboy, Tuneboy & Isaac - Digital Nation
- 2014 Wargames

Als DJ Gius (Auswahl)
- Overcharge (12") - Titanic Records 1998
- Overcharge (12") - Byte Progressive 1998
- Byte Progressive Attack 2 (12") - Byte Progressive 1999
- Kernkraft 400 - International Deejay Gigolos 1999
- Dynamite (12") - Red Alert 2000
- Dynamite (12") - A45 Music 2000
- Amnesia (12") - EDM  2001
- Amnesia (12") - Green Force 2001
- Amnesia (12") - Electropolis 2001
- De-Generation (12") - EDM 2001
- De-Generation (12") - Spectra Records 2001
- De-Generation (12") - Full Access 2001
- Metal (12") - Green Force 2002
- Puffganger (12") - Red Alert 2003
- Definition Of A Track (12") - Dance Pollution 2004
- Mega What (12") - Red Alert 2004
- Jerk It! (12") - Blq Records 2005
- V Like Venusian (12") - Blq Records 2006
- Things To Do (12") - Blq Records 2007

Als Aceto (Auswahl)
- Go (12") - Dance Pollution
- Sexy Gate (12") - Houzy Records
- Hard Kick (12") - Dance Pollution 2000
- Ritmo Musicale (12") - Airplay Records 2002

Als 2 Best Enemies (Auswahl)
- Les Drums (12") - Dance Pollution 2007
- Les Drums (TBY Remix) (12") - Dance Pollution 2007
- Phases (12") - Dance Pollution 2008
- Phases (TBY Romantic Mix) (12") - Dance Pollution 2008
- The Nasty Boyz - We Are Still Awake (12") - Dance Pollution 2009
- Unity (12") - Dance Pollution 2010

### DJ-Mix
Als Technoboy (Auswahl)
- Italian Hardstyle - Atlantis Records 2002
- Italian Hardstyle 2 - Atlantis Records 2002
- Italian Hardstyle 3 - (Doppel-CD) Atlantis Records 2003
- Italian Hardstyle 4 - (Doppel-CD) Atlantis Records 2003
- Italian Hardstyle Part 1 - (Doppel-CD) EMI Music 2003
- Technodome 7 - S.A.I.F.A.M.  2003
- The No. 1 Hardstyle DJ From Italy Vol. 2 - (Doppel-CD) EMI Music 2003
- I'm Hardstyle - (Doppel-CD) Atlantis Records 2004
- Italian Hardstyle 5 - (Doppel-CD) Atlantis Records 2004
- Italian Hardstyle 6 - (Doppel-CD) Atlantis Records 2004
- Technodome 8 - S.A.I.F.A.M. 2004
- Technodome 9 - S.A.I.F.A.M. 2004
- Blutonium Presents Hardstyle Vol. 7 - (Doppel-CD) EMI Music 2005
- Hard Bass Vol. 5 - The Battles - (Doppel-CD) Seismic 2005
- I'm Hardstyle Vol. 2 - (Doppel-CD) Atlantis Records 2005
- Italian Hardstyle 7 - (Doppel-CD) Atlantis Records 2005
- Italian Hardstyle 8 - (Doppel-CD) Atlantis Records 2005
- Italian Hellstars - (Doppel-CD) Atlantis Records 2005
- Technodome 10 - S.A.I.F.A.M. 2005
- Technodome 11 - S.A.I.F.A.M. 2005
- Technodome 12 - The Ultimate Techno Adventure - S.A.I.F.A.M. 2006
- Italian Hardstyle 9 - (Doppel-CD)  Atlantis /The Saifam Group 2006
- Italian Hardstyle 10 - (Doppel-CD) Atlantis /The Saifam Group 2006
- Bassdusche Vol.3 (zusammen mit Ziggy X) - (Doppel-CD) Aqualoop Records 2007
- Technodome 13 -  S.A.I.F.A.M. 2006
- Technodome 14 -  S.A.I.F.A.M. 2007
- Technodome 15 -  S.A.I.F.A.M. 2007
- Technodome 16 -  S.A.I.F.A.M. 2008
- Hardbass Chapter 17 - (Doppel-CD) Polystar (Universal Music) 2009
- Hardbass Chapter 27 - (Doppel-CD) Polystar (Universal Music) 2014

Als DJ Gius (Auswahl)
- Technodome 2 - 2000
- Transgression - 2000
- Technodome 4 - 2001
- Transgression 3 - 2001
- Technodome 5 - 2002
- Technodome 6 - 2002
- Technodome 10 (X) - 2001